# Susan Jeptooo
Susan Jeptooo (née le 7 mars 1987 à Eldoret, Kenya) est une athlète d'origine kényane naturalisée française. Spécialiste des courses de fond (5 000 m, 10 000 m, route, cross-country), elle est licenciée à l'Athlé Saint-Julien 74 depuis 2013 et sponsorisée par Adidas depuis 2021.
Vice-championne de France du 10 000 m en 2020, elle réalise cette année là les minimas olympiques sur marathon à Marrakech en courant 2h 28 min 48 secondes. Elle participe donc au marathon olympique à Tokyo avec l'équipe de France en 2021.

## Carrière
Susan Jeptooo a commencé à courir lors de son arrivée au lycée à Eldoret. Elle commence sa carrière en participant à diverses compétitions de course sur route et de cross-country, mais sans succès majeur.
En 2008, elle met en pause sa carrière sportive pour cause de grossesse.
En juin 2009, elle déménage en France à Lyon et après une pause maternité en 2010, elle revient à la compétition en 2011 sous les couleurs du club Lyon athlétisme. En 2012, elle se classe 11e du cross long lors des championnats de France de cross à La Roche-sur-Yon et réalise notamment la performance de 35 min 27s lors des championnats de France de 10 kilomètres à Roanne se classant à la 9e place.
Elle rejoint ensuite le club d'Athlé Saint-Julien 74 en 2013 et rencontre Harzouz Saadi, un ancien triathlète vénissian qui devient son entraîneur. Cette année là, elle termine 7e des championnats de France de cross court à Lignières. Elle court le semi-marathon de Vénissieux en 1 h 15 min 59s
En 2014, elle améliore son record personnel sur le 10 kilomètres à Vénissieux en remportant la course dans le temps de 34 min 21s
C'est en 2015 qu'elle se révèle au grand public en décrochant la médaille de bronze, sa première médaille nationale, lors des championnats de France de cross court aux Mureaux derrière Claire Perraux et Alice Rocquain. Cependant, ne possédant pas la nationalité française, elle partage la 3e place avec Élodie Normand.
Elle confirme sa progression en 2016 avec une deuxième médaille de bronze d'affilée lors des championnats de France de cross mais cette fois ci sur le cross élite au Mans. Le 2 avril, elle bat son record personnel lors du semi-marathon de Berlin en terminant à la 2e place en 1 h 10 min 49s et établit un record personnel à l'occasion des 20 kilomètres de Paris le 9 octobre en 1 h 06 min 31s.
En 2017, elle s'impose lors du prestigieux cross Ouest-France et termine à la 6e place des championnats de France de cross long à Saint-Galmier.
Elle améliore son record sur le 10 kilomètres à Langueux en réalisant 32 min 35s, sur semi-marathon à Lille en 1 h 09 min 02s et sur marathon en remportant dans le temps de 2 h 30 min 57 s à le marathon de La Rochelle.
En 2018, elle porte son record sur marathon à 2 h 30 min et 50s à Prague et bat son record sur 10 kilomètres à Langueux en 31 min 57 s.
En 2019, elle passe pour la première fois sous la barrière de 2 h 30 min au marathon en réalisant 2 h 29 min 00s à Hanovre le 7 avril. Elle bat aussi son record personnel sur le 5000 m lors du meeting de Carquefou qu'elle court en 15 min 20s 73. Lors de cette année, elle obtient la nationalité française et devient donc sélectionnable en équipe de France d'athlétisme.
En 2020, elle réalise les minimas olympiques pour Tokyo lors du marathon de Marrakech qu'elle termine en 2h 28 min 48 secondes. Le 29 août elle devient vice championne de France du 10 000 m à Pacé en 32 min 37 s 47. Pour sa première sélection en équipe de France, elle termine à la 31e place des championnats du monde de semi-marathon à Gdynia en 1 h 11 min 06s.
En 2021, elle participe à la coupe d'Europe sur le 10 000 m à Birmingham avec l'équipe de France le 5 juin et réalise 32 min 31s 80, son nouveau record personnel et se classe à la 8e place. Le 25 juin, elle finit à la 3e place des championnats de France Élites à Angers sur le 5 000 m en 15 min 54s 84.
Le 7 août, elle termine à la 38e place du marathon des Jeux olympiques de Tokyo.
Le 4 septembre 2021, lors des championnats de France de 10 km sur route qu'elle remporte, elle est contrôlée positive à l'heptaminol (stimulant), sa suspension de 18 mois pour dopage prend effet à partir du 8 juin 2022. Tous ses résultats en compétition depuis le 4 septembre 2021 sont retirés.

## Records
| Épreuve         | Performance     | Lieu       | Date              |
| --------------- | --------------- | ---------- | ----------------- |
| 5 000 m         | 15 min 20 s 73  | Carquefou  | 21 juin 2019      |
| 10 000 mètres   | 32 min 31 s 80  | Birmingham | 05 juin 2021      |
| 10 km sur route | 31 min 57 s     | Langueux   | 16 juin 2018      |
| 15 km sur route | 49 min 33 s     | Valence    | 02 juin 2018      |
| 20 km sur route | 1 h 06 min 16 s | Paris      | 08 octobre 2017   |
| Semi-marathon   | 1 h 09 min 02 s | Lille      | 02 septembre 2017 |
| Marathon        | 2 h 28 min 48 s | Marrakech  | 26 janvier 2020   |